# Abadia de Lorsch
L'abadia imperial de Lorsch (en alemany: Reichsabtei Lorsch; en llatí: Laureshamense Monasterium; també anomenada Laurissa i Lauresham), panteó dels reis carolingis i un dels grans centres de l'art preromànic, es troba a Lorsch, a 10 km a l'est de Worms, al districte de Bergstraße, estat federat de Hessen, Alemanya. Va ser fundada aproximadament el 764 i va continuar en funcionament fins al 1564 a causa de la Reforma protestant.
L'abadia de Lorsch va ser un dels més famosos monestirs de l'Imperi carolingi, pertanyent a l'orde de Sant Benet i, des de 1234, a l'orde Premonstratenc. Tot i que en l'actualitat queda poc del recinte original, alguns edificis encara romanen dempeus, un dels quals es compta entre els edificis preromànics més importants d'Alemanya: l'antic edifici d'entrada, anomenat sala del Rei (Königshalle) o també portal (Torhalle), és una excel·lent mostra d'arquitectura carolíngia. També romanen dempeus una part de l'església romànica i alguns edificis del segle xvii, i es poden veure les ruïnes de l'Altmünster o antiga catedral sobre el lloc d'edificació originari. L'any 1991, les restes de l'abadia van ser declarades Patrimoni de la Humanitat per la UNESCO.

## Història
L'abadia de Lorsch va ser fundada com a monestir privat (Eigenkloster, monestir fundat per laics en terreny privat) pel robertí Cancor (comte a Alamànnia fins al 758 i comte al Rheingau superior fins al 771) i la seva mare Williswinda el 764, i encomanat a Chrodegang (ca. 715-766), cosí de Cancor i arquebisbe de Metz, que va ser-ne el primer abat. L'arquebisbe tenia estrets vincles amb el majordom de palau Pipí el Breu, era legat papal, i fou un dels artífexs de la reorganització eclesiàstica franca.
Aquest va encomanar l'abadia a un dels seus germans, Gundeland, que va arribar com a nou abat el 765 amb catorze monjos benedictins. Amb la intenció de popularitzar l'abadia i atreure-hi pelegrins, el primer abat va obtenir del papa Pau I el cos de sant Nazari, martiritzat sota Dioclecià. Les restes van arribar l'11 de juliol del 765, convertint el monestir en un dels primers als regnes francs a rebre del papa un sant romà com a regal. L'abadia i la basílica, originàriament dedicats a sant Pere, van prendre el nom de Sant Nazari.
Quan es va morir el comte Cancor el 771, l'abat Gundeland va transferir la propietat de l'abadia a Carlemany, per impedir que els comtes i altres nobles dels voltats la reclamessin. Així, l'abadia va passar a ser abadia imperial, sota la protecció de Carlemany, i va rebre el dret de triar lliurement els seus abats, com també el privilegi de la immunitat eclesiàstica. Al cap d'uns anys, el 774, una nova església va ser completada i consagrada per l'arquebisbe de Mainz als sants Pere, Pau i Nazari, en una cerimònia en presència del mateix Carlemany. Com a mínim des del 774, hi havia també els primers edificis d'un palau reial, que seria ocupat sovint pel Carlemany i més tard, per Lluís el Germànic.
A partir del quart abat, Richbod, l'abadia va emprendre una tasca destacada, quan s'hi va construir un important scriptorium. Al mateix segle vii, es va afegir també una escola a l'scriptorium, i d'allí va sorgir la coneguda biblioteca de la plena edat mitjana.
L'abadia va anar prosperant fins a expandir-se i arribar al seu moment més àlgid i de major expansió al segle xi.
El 1232, Lorsch va passar sota el control de l'arquebisbat de Magúncia (Erzbistum Mainz) i el seu bisbe, Sigfrid III d'Eppstein, que el va subjectar a una reforma. Com els benedictins s'hi negaven, van haver de marxar i van ser substituïts per uns monjos cistercencs, que, al seu torn, el 1248, van ser substituïts pels premonstratencs de l'abadia de Tots els Sants d'Oppenau.
En aquesta època, l'abadia de Lorsch tenia una de les biblioteques més grans de l'edat mitjana, els volums del qual després serien incorporats a la Biblioteca Palatina a Heidelberg.
El 1461, l'abadia va passar a mans del palatinat de Kurpfalz, que va introduir la Reforma el 1556 i va dissoldre el monestir l'any 1564. Durant la Guerra dels Trenta anys, quan les tropes espanyoles o franceses es van retirar de la regió el 1621, Lorsch va ser cremat. El 1623, en el subsegüent transcurs de la guerra, va passar de nou sota el control catòlic de l'electorat de Magúncia (Kurmainz) i va servir de pedrera durant dècades. Només l'edifici anomenat Königshalle ('sala Reial') es va mantenir intacte. És un dels edificis de pedra plenament conservats més antics de l'Alemanya post-romana (o preromànica) i ens permet una visió del que era l'arquitectura carolíngia.

## La biblioteca monàstica -Bibliotheca Laureshamensis
La biblioteca de l'abadia va ser una de les més importants de l'època carolíngia, que ja al segle ix contenia més de 500 volums, i una de les més grans de la plena edat mitjana. Els 330 manuscrits que han arribat als nostres dies estan dispersos per diferents biblioteques d'Europa i Estats Units. Avui en dia, però, s'estan digitalitzant tots els manuscrits possibles per reintegrar la biblioteca en línia, com a part del projecte de la Biblioteca Laureshamensis digital, que inclourà, a més dels documents originals digitalitzats, descripcions de cada document en diferents idiomes i material secundari de recerca.
Un dels documents més destacats de l'antiga biblioteca monàstica és el Còdex Aureus de Lorsch o l'Evangeli de Lorsch (en alemany: Lorscher Evangeliar, en llatí: Codex Aureus Laureshamensis), un evangeli miniat de l'època de Carlemany, escrit entre els anys 778 i 820, que va ser trobat per primer cop a l'abadia i que actualment es conserva fragmentàriament a la Biblioteca Vaticana (coberta de davant - relleu en ivori - i la meitat del text), la Biblioteca Battyaneum d'Alba Iulia a Romania (l'altra meitat del text), i al Victoria and Albert Museum de Londres (coberta de darrere, relleu en ivori).
Un altre document destacat de l'antiga biblioteca monàstica és la seva crònica, el Còdex de Lorsch (en alemany: Lorscher Codex, en llatí: Codex Laureshamensis), escrit aproximadament entre els anys 1167 i 1190 (en l'actualitat a l'arxiu estatal de Würzburg), que és un document fonamental de la plena edat mitjana alemanya.

## Galeria d'imatges

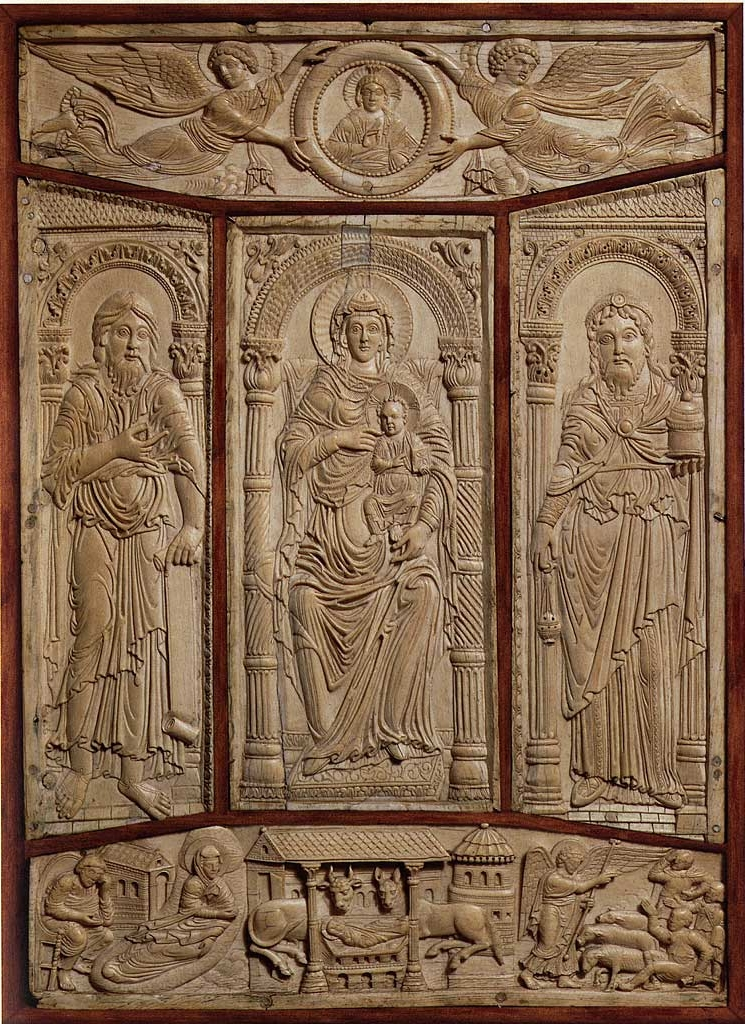
Coberta de davant, relleu en ivori
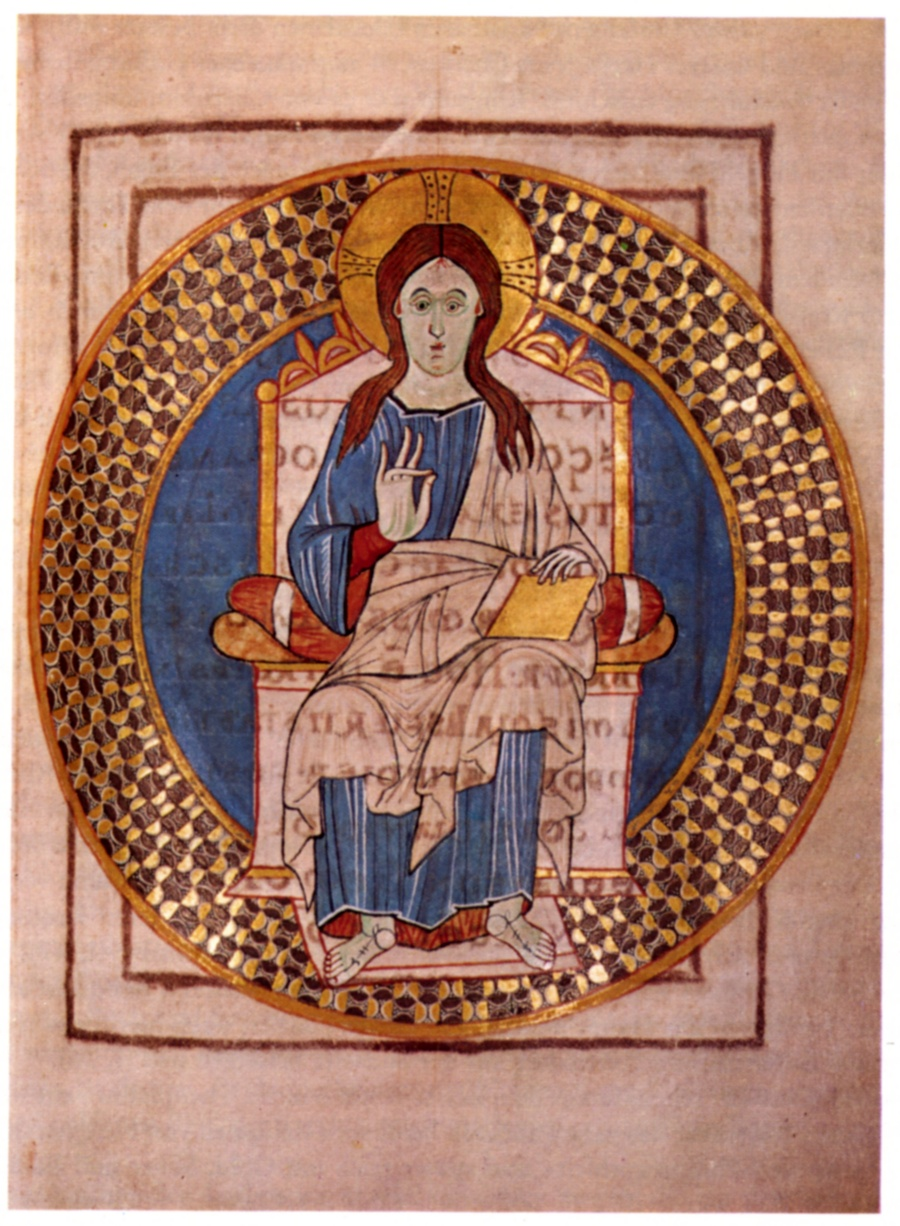
Del "Còdex Gero", una còpia del "Còdex Aureus de Lorsch"
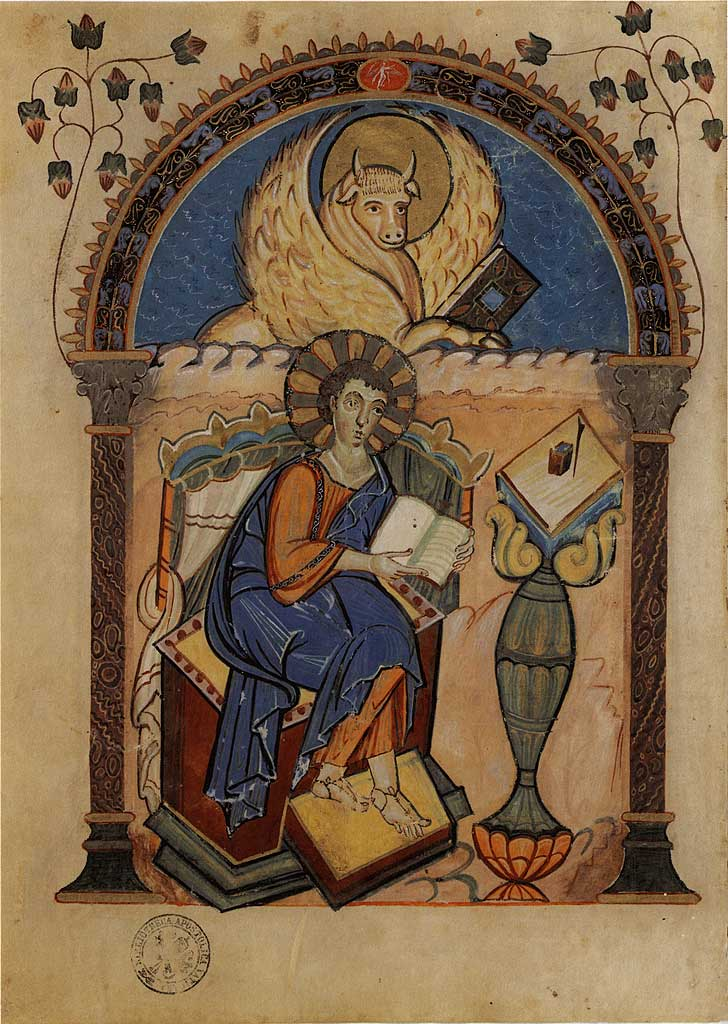
Codex Aureus de Lorsch
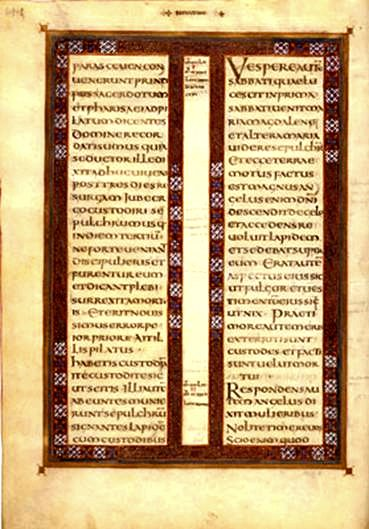
Foli 72v
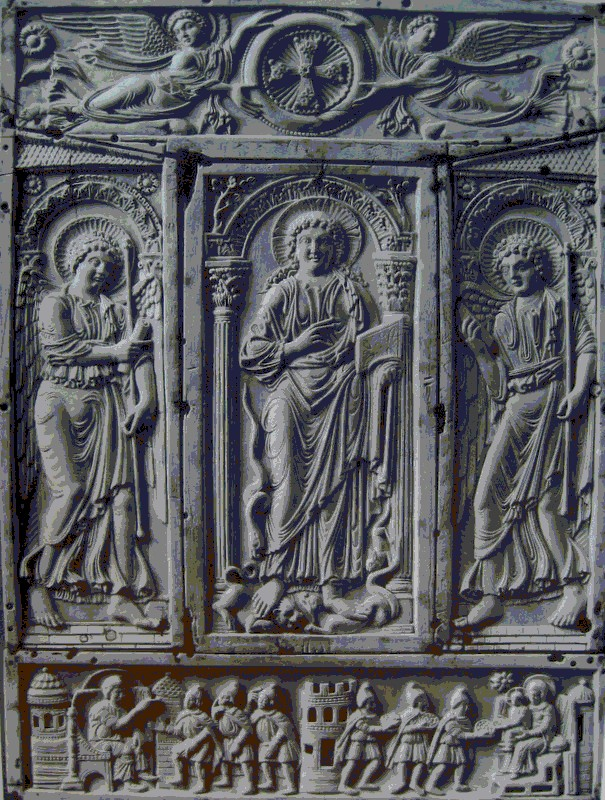
Coberta de darrere, relleu en ivori